# Bruchidius borowieci
Bruchidius borowieci là một loài bọ cánh cứng trong họ Bruchidae. Loài này được Anton miêu tả khoa học năm 1989.